# Briefformen und Grußformeln in der spanischen Sprache
Die Grußformel, spanisch fórmula de saludo, ist eine verschriftlichte Form der Anrede, salutación, die als Grußformel, fórmula de salutación zu Beginn des Schreibens und als Schlussformel, fórmula de despedida am Ende des Briefes üblich ist. Häufig treten sie als kodifizierte bzw. standardisierte Höflichkeitsformeln in den verschiedenen Korrespondenzformen in Erscheinung.
Ein Brief im klassischen Sinne ist ein Schreiben, mit einer auf Papier festgehaltenen Nachricht, die meist von einem Boten überbracht (Postgeschichte Spaniens) wird und eine für den Empfänger gedachte persönliche Botschaft enthält. Die Auswahl der sprachlichen Mittel hängt vom jeweiligen Texttyp ab. Je nach Texttyp liegen die Regeln zur Abfassung auch in Form von Regelwerken vor. So beim Brief, carta, der ein Schreiben darstellt und eine häufig auf Papier festgehaltene Nachricht beinhaltet. Aber auch beim Verfassen von einer E-Mail, correo electrónico – sie steht für „elektronische Post“ oder „E-Post“, die zum einen ein System zur computerbasierten Verwaltung von briefähnlichen Nachrichten und deren Übertragung über Rechnernetze, insbesondere über das Internet voraussetzt – findet man einen formelhaften, ritualisierten oder konventionalisierten Gruß, saludo.
Als Ars dictandi (lateinisch ars dictandi ‚Kunst des Schreibens‘), bezeichnete man im Mittelalter die Fähigkeit eines Schreibers, Briefe und Urkunden (Litterae) abzufassen. Auch in Spanien hatte die Briefkunst eine lange Tradition, so repräsentiert Juan Gil de Zámora mit seiner Arbeit „Ars dictandi, tratado retórico“ einen ihrer Vertreter.

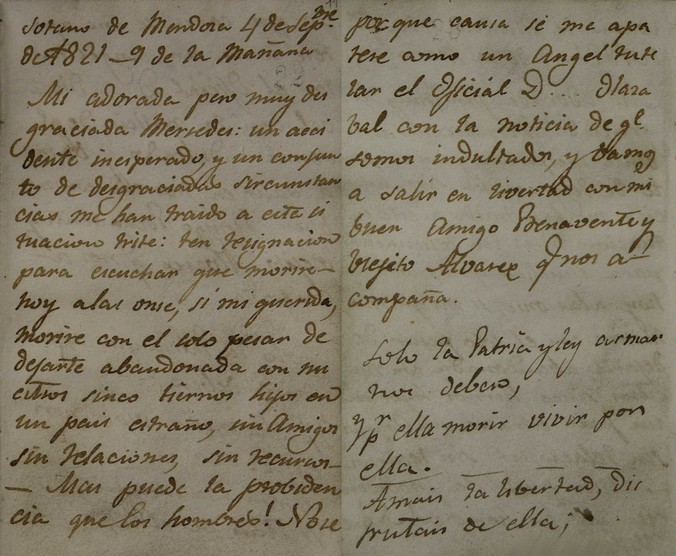
Letzter Brief des chilenischen Generals und lateinamerikanischen Nationalhelden José Miguel Carrera an seine Frau Mercedes Fontecilla Valdivieso (1799–1853) vor seiner Erschießung.

## Voraussetzungen
Ein Brief, carta lässt sich im ‚Sender-Empfänger-Modell‘ nach Claude Shannon und Warren Weaver als der Kanal oder Kommunikationsmittel in einer zwischenmenschlichen Kommunikation betrachten. Der Brief ist ein Kulturprodukt, das die Überwindung der Illiteralität zur Voraussetzung hat und das die Entwicklung der geschriebenen Sprache zur Grundlage nimmt und eine spezifische Logistik voraussetzt. Seine Verwendung als kommunikatives Mittel setzt eine Schreib- und Lesekompetenz (etwa als Schrift, mindestens Glyphen in einer visuell-grafischen Wahrnehmung im Sinne von Schreiben, Lesen bzw. der Anwendung von Schreibmaterialien und Schriftträgern (Geschichte der Schriftmedien)), voraus. Ein Brief ist ferner gegen eine Epistel, Urkunde und einem allgemein verfassten Schreiben abzugrenzen.

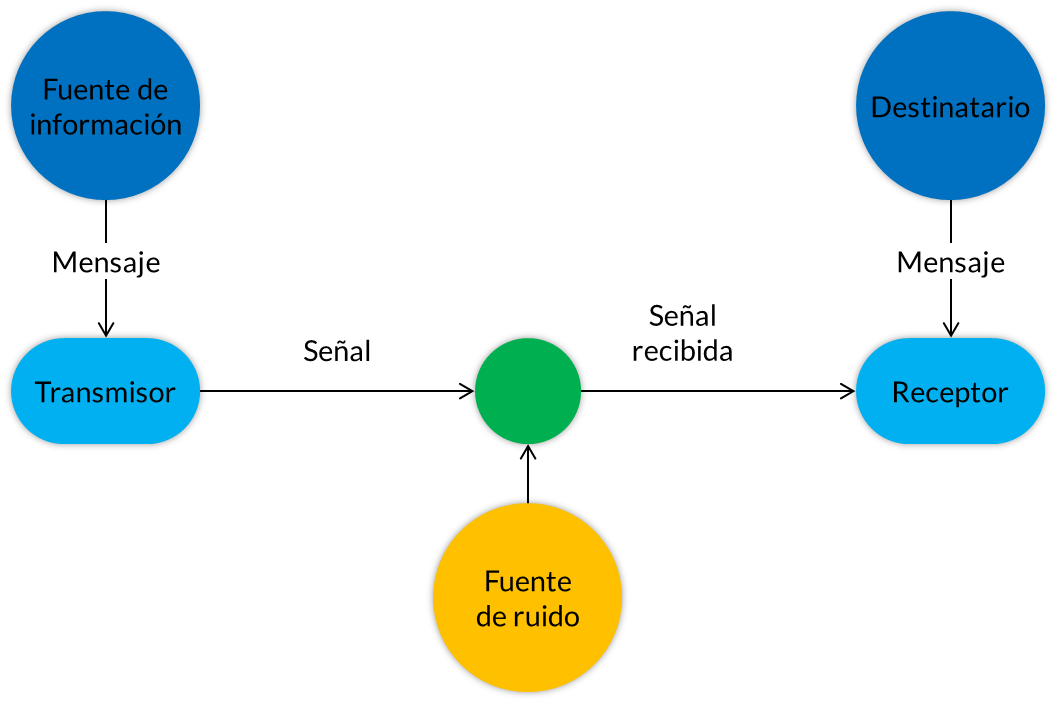
‚Sender-Empfänger-Modell‘ nach Claude Shannon und Warren Weaver mit sieben Kommunikationselementen. Dabei ist der Brief, carta (Kommunikationsmittel) oder der Kanal („grüner Punkt“) für die geschriebene Sprache im Kommunikationsprozess. fuente de información Informationsquelle; transmisor Sender; señal Signal; señal recibida empfangenes Signal; receptor Empfänger; destinatario Adressat; fuente de ruido Störquelle

Um den Empfänger zu erreichen und ihn zeitlich im Kommunikationsprozess zu verorten, erfolgt meist die Angabe über Ort und Tag bzw. Jahr (Datum) des Verfassens des Briefes, einer Anrede, dem eigentlichen Text und einer Schlussformel um das Ende des Kommunikationsvorgangs zu definieren. Der Briefumschlag enthält in der Regel Angaben zum Absender, die Empfängeranschrift und bei Versand eine Freimachung.
Briefe stellen allgemein betrachtet eine bestimmte Textsorte, also eine Gruppe (siehe Gattung) von Texten dar, die sich verschriftlicht, aber auch mündlich, durch eine bestimmte Anzahl von Merkmalen auszeichnen. Mit „Textsorte“ wird ein zentraler Begriff der Textlinguistik erfasst und wissenschaftlich untersuchbar.
Das Verfassen eines manuell erstellten Schreibens (Chirografie) setzt die Tätigkeit des Schreibens von Hand mit einem Schreibgerät, instrumentos de escritura etwa einem Bleistift oder Kugelschreiber, und dem Aufbringen von Schriftzeichen (Graphem, grafema) auf einem (beschreibbaren) Untergrund, etwa Papier, voraus.

## Anredeformel

### Anrede im gesellschaftlichen Miteinander
Die zeitgemäße allgemeine Anrede für eine Frau lautet Señora (abgekürzt „Sra“), der Plural lautet Señoras („Sras.“), für den Mann Señor (abgekürzt Sr.), der Plural Señores (abgekürzt Sres.).
Man spricht die Frau mit Señora plus ersten Nachnamen an, den Mann ebenso, also Señor plus ersten Nachnamen.
Hierzu ist zu erklären, dass ein spanischer Personenname aus einem oder mehreren Vornamen, nombre oder nombre de pila und meist zwei Nachnamen, apellidos besteht. Der spanische Nachname, el apellido setzt sich aus zwei Anteilen zusammen, die ohne Bindestrich aber (gelegentlich) mit der Konjunktion y („und“) zusammengefügt werden. Insbesondere im Adel wird zwischen den ersten und den zweiten Teil des Nachnamens ein y gestellt, so ist etwa „Jaime de Marichalar y Sáenz de Tejada“ der Sohn von Herrn de Marichalar y Bruguera und Frau Sáenz de Tejada y Fernández de Bobadilla.
Der erste Nachname, apellido primero ist der des Vaters und der zweite Nachname, apellido segundo der der mütterlichen Familienseite. – Beispiel:
- Juana Inés Sánchez y González lautet der weibliche Name, die Anrede Sr.a Sánchez
- Silvio Antonio José Báez y Ortega lautet der männliche Name, die Anrede Sr. Báez.

Heiratet nun Sr.a Sánchez den „Silvio Antonio José Báez y Ortega“, dann kann sich Frau Sánchez im Standesamt, registro civil als Juana Inés Báez y Sánchez eintragen lassen. Sie wird mit „Sr.a de Báez“ oder „Sr.a Báez Sánchez“ angesprochen.
Eine Respektäußerung stellt der Namensvorsatz Don bzw. Doña dar. Dabei wird „Don“ und „usted“ zusammen mit dem Vornamen gebraucht. Diese Verwendung gilt als respektvoller und höflicher als
„Señor plus erster Nachname“. Für den Gebrauch von „Don bzw. Doña“ ist es aber schwierig, genaue Regeln zum Gebrauch anzugeben.
Die Anrede Señorita gilt gemeinhin als antiquiert, vergleichbar mit dem deutschen Fräulein. Die männliche Form „Señorito“ zeigt noch mehr abwertende Konnotationen, sie steht für einen jungen Mann aus privilegiertem Umfeld oder Familie.

### Anschriften
Eine Postanschrift, dirección de correo o postal kennzeichnet das Ziel in Adressform, an welche eine Postsendung, envío postal (Brief, carta, Postkarte, tarjeta postal etc.) gerichtet wird. Dabei kann es sich entweder um ein Postfach, apartado de correos o postal oder aber um eine physische Adresse, dirección mit einem Briefkasten, buzón de correo handeln. Eine Postanschrift muss als Minimum den Namen des Empfängers, der eine Person oder auch eine Personengruppe sein kann, und eine genaue örtliche Bezeichnung enthalten. In Spanien gibt es seit den 1980er Jahren ein Postleitzahlensystem, Código postal de España, das aus fünf Ziffern besteht, wobei die ersten beiden Ziffern die Zielprovinz repräsentieren, während sich die restlichen drei auf den Ort oder den Postbezirk, distrito postal beziehen.
Standard-Adressenformat in Spanien:
- Sr.ª Juana Limpeza y Tetino Name des Empfängers, die Firma oder Person
- Av. Galileo de locura 99 Straße, Platz und Hausnummer,
- Colonia Espinoso Stadt, oder Nachbarschaft zu einem Dorf, Ansiedlung,
- C.P. 13400 Bolivia, D.F. Postleitzahl, código postal und Land

Einige Abkürzungen:
- apdo. oder aptdo. apartado de correos Postfach
- Av. oder Avda. avenida Avenue
- c/ calle Straße
- crta. carretera Landstraße
- P/ oder Po paseo Allee
- Pl. oder Pza. plaza Platz
- Rbla. rambla
- s/no sin numero ohne Nummer.

Betreffzeile, asunto o referencia, wird mit dem Wort „asunto“ begonnen; es kann fett geschrieben sein.
- Asunto: petición de catálogo, precios y condiciones.

– Beispiel:
```
 
 
 
 
 
 
 
 
 
 
 
 
 
 
 
 
 
 
 
 
 
 
 
 
 
 
 
Juan de Zapallo y Tacaño

 
 
 
 
 
 
 
 
 
 
 
 
 
 
 
 
 
 
 
 
 
 
 
 
 
 
 
C/Av. de Carlos Haya 12, (1º dcha.)

 
 
 
 
 
 
 
 
 
 
 
 
 
 
 
 
 
 
 
 
 
 
 
 
 
 
 
29002 Málaga, Málaga

Anschriftsdaten des Absenders, 
remitente
, oben rechts im Brief
```

```
 
 
 
 
 
 
 
 
 
 
 
 
 
 
 
 
 
 
 
 
 
 
 
 
 
 
 
San Antonio, 1 de mayo de 2011

darunter rechtsseitig das Datum

Sr. Alfonso Alarcon
Terra Diseño y Construcción de Exteriores y Jardines
C/Hospicio 37, Centro.
San Miguel Allende, Guanajuato.
37700 Mexico

Empfängeranschrift, 
destinatario
 
 
```

```
Asunto:
 Solicitud de oferta

Betreffzeile
```

```
Estimados señores:

Grußformel, fórmula de salutación mit Doppelpunkt

(...)

Brieftext mit 
großem Buchstaben
 beginnen
```

```
Esperando su respuesta se despide atentamente,
AMS S.A.
p.p.
[
6
]
```

```
Juan de Zapallo y Tacaño
[
7
]

Unterschrift, 
firma
```

## Briefgestaltung
In einem spanischen (Brief-)Anschreiben wird das Datum, fecha auf die rechte Seite in einem ausreichenden Abstand zu der auf der linken Seite vermerkten Adresse der Person, bzw. des Unternehmens notiert, an welches das Schreiben gerichtet wird. Oberhalb vom Datum, ebenfalls auf der rechten Seite, also zuallererst, stehen der Absender (Briefkopf). Die Zahlen werden aber nie mit einem Punkt versehen. Die ausgeschriebenen Monatsnamen sind klein geschrieben. Bei Abkürzungen, abreviatura der Monatsnamen werden sie hingegen groß geschrieben.
So lautet die korrekte Schreibweise:
- 23 de mayo de 1912
- Verdún, 27 de Nov. de 1916

Die Geschäftsbriefe, cartas formales weisen zumeist eine ähnliche Struktur auf:
- Ort und Datum, lugar y fecha, sie zeigen an, wo und wann die schreibende Person sich befindet
- Namen des Empfängers, nombre del destinatario
- Betreffzeile, asunto
- Begrüßung, saludo
- Briefkörper oder Text, cuerpo de la carta
- Abschlussformel, despedida
- Unterschrift, firma

### Gebräuchliche Abkürzungen etc.
Die Bezugszeichenzeile, línea de referencia soll im Geschäftsbrief der Orientierung des Briefempfängers dienen, in ihr werden wichtigen Informationen und Angaben gemacht, die sich auf den aktuellen und damit chronologischen Schriftwechsel beziehen, so etwa Geschäftszeichen, Aktenzeichen, Datumsangaben, Name des Sacharbeiters oder auch Telefonnummern etc.
So werden oben links unter dem Briefkopf im Brief folgende Eintragungen vorgenommen:
- s/ref. su referencia ihre Referenz bzw. ihr Zeichen
- n/ref. nuestra referencia unsere Referenz bzw. unser Zeichen

Mit s/ref. wird das Bezugszeichen des Empfängers aufgegriffen, so dass der Verfasser des Briefes nunmehr in seine Antwort aufnimmt, wenn die Briefaktion von diesem ausgegangen war. Das n/ref. setzt sich aus den Initialen/Kürzel des Verfassers bzw. dem Briefschreiber und einer Chiffre, Aktenzeichen, número de expediente oder geben Abteilungen, Vorgangsnummern, número de registro an die für die interne Datenablage und Aktenhistorie bedeutsam sind.
Unter der Bezugszeile folgt der Betreff, asunto des Briefes. Sie wird links unter der Bezugszeichenzeile geschrieben.

### Auftakt des Briefes, Briefanfänge
Eine Grußformel fórmula de salutación (en una comunicación escrita) ist eine häufig feste Wortverbindung, die man an den Anfang des Briefes oder der E-Mail setzt. Hierbei führt die Wahrnehmung des sozialen Kontextes auch zur Auswahl der eingesetzten sprachlichen Mittel; zur Auswahl des sprachlichen Kontextes. Nach der geschriebenen Anrede, salutación folgt Doppelpunkt, dos puntos so dass der folgende Brieftext mit einem Großbuchstaben beginnt. Ausgeschriebene Anreden schreibt man klein und abgekürzte groß. Bei der persönlichen Anrede im Brief lässt man im Spanischen den Titel vor dem Namen weg. Das liegt daran, dass in Spanien akademische Titel, título académico nicht wie in Deutschland Bestandteil des Familiennamens sind. Hingegen werden in den spanischsprechenden Regionen, regiones hispanohablantes Lateinamerikas die Universitätstitel wie licenciado,-a also Magister, Diplom, diplomado, -a oder Doktor, doctor,-a eher verwendet, dann aber zumeist in der abgekürzten Schreibweise.

#### Vertrauter, familiärer Rahmen
Informelle Grußformeln, saludos informales:
- ¡Hola (nombre)!: Hallo (Name)
- Mi querida Juana...: Meine liebe Juana
- Queridísimo,-a (Juan / Juana)...: Geliebter, -e (Juan / Juana)
- Mi querido,-a (Juan / Juana)...: Mein lieber / Meine liebe...
- Estimada amiga: Geschätzte Freundin (etwas formeller)
- Estimado amigo...: Geschätzter Freund (etwas formeller)
- Estimado (nombre): Geschätzter (Vorname) – in Geschäftsemails gebräuchlich
- Muy estimada señora...: Meine geschätzte Frau
- Muy distinguida Sr.ª y amiga...:
- Querida Juana: Liebe Juana
- Querido amigo mío...: Mein lieber Freund
- Mi más querido amigo...: Mein liebster Freund
- Mi estimado amigo...: Mein geschätzter Freund

Häufig eingesetzte formelle Grußformeln in E-Mails, correos electrónicos:
Informelle Grußformeln, saludos informales:
- Hola

#### Formeller Rahmen
Formelle Grußformeln, saludos formales:
- Señor,-es...: Anrede für einen Mann, abgekürzt Sr. oder hochgestellt Sr.; im Plural: Señores, abgekürzt Sres., Anrede für eine Frau, abgekürzt Sra. oder auch hochgestellt Sr.ª, Plural: Señoras abgekürzt Sras.
- Distinguido/-s//-a/-as señor/señores//señora/señoras...: Hochverehrter, Sehr geehrter Herr, Frau
- Muy señora mía...: Meine (verehrte) Frau,[8]
- Muy señor mío...: Mein (verehrter) Herr,[9]
- Muy señor nuestro y amigo...: Sehr geehrter Herr und Freund
- Me dirijo...: Ich wende mich an Sie
- Señor Presidente, me dirijo a usted Herr Präsident, ich wende mich an Sie
- Estimado señor Alejandro de Humboldt: Geschätzter Herr Alexander von Humboldt,
- Estimados señores y señoras: Sehr geehrte Herren und Damen,
- Notable señor/a, Notables Señores/as...:
- Apreciado Sr. Pérez y Robles: Sehr geehrter Herr Pérez y Robles,
- Buenos días (nombre) Guten Tag Herr / Frau (Name)

Häufig eingesetzte formelle Grußformeln in E-Mails, correos electrónicos:
Formelle Grußformeln, saludos formales:
- Estimado Sr. o Sra.:
- Estimado Señor o Señora:
- Hola, buenos días

#### Anreden gesellschaftlicher Eliten
Bei Eliten handelt es sich aus soziologischer Sicht um Gruppierungen (tatsächlicher oder mutmaßlicher) überdurchschnittlich qualifizierter Personen, so etwa Funktionseliten, Leistungseliten oder um herrschende bzw. einflussreicher Kreise, sogenannter Machteliten oder ökonomischer Eliten in einer Gesellschaft. Handelt es sich dabei um den Adel, der für eine „sozial exklusive Gruppe mit gesellschaftlichem Vorrang“ steht, politische Herrschaft ausübt und diese in der Regel innerfamiliär tradiert, werden traditionell entsprechende Anredeformen gewählt, tratamientos protocolarios de la monarquía y la nobleza.
- Vuestra Majestad Eure Majestät
- Su Alteza Real Ihre königliche Hoheit (Prinz)
- Excelentísimo Señor o Su Excelencia  Seine Exzellenz oder Ihre Exzellenz
- Su Alteza Serenísima Ihre königliche Hoheit (Prinzessin)
- Ilustrísimo Señor o Su Ilustrísima Hochverehrter Herr oder hochverehrte Dame
- Vuestra Merced Euer Gnaden

Im römisch-katholischen und evangelischem Kontext:
- Su Santidad Seine Heiligkeit, Anrede für den Papst
- Al Santo Padre o Al Santísimo Padre Eurer Heiliger Vater, Anrede für den Papst
- Eminentísimo y Reverendísimo Anrede für Kardinäle
- Excelentísimo y Reverendísimo Anrede für Erzbischöfe
- Reverendo Padre Euer Ehrwürden, Anrede Abt
- Reverenda Madre Eure Ehrwürdige, Anrede Äbtissin
- Reverendo Herr Pfarrer
- Reverenda Frau Pastorin
- Diácono Diakon
- Hermana Ordensschwester

### Ende des Briefes, Briefschlüsse
Die Wahl des Briefschlusses, fórmula de despedida hängt davon ab, wie nahe man dem Adressaten steht, das heißt wie vertraulich der Umgang, modales miteinander ist. Es gilt, vor allem in formellen Schreiben, etwa in Geschäftsbriefen, carta formal dass je ausgedehnter und länger die Satzkonstruktionen sind, desto höflicher man diese betrachtet. Besteht die Schlussformel des Briefes aus einem vollständigen Satz, endet dieser mit einem Punkt. Besteht der Schluss aber nur aus einer Formulierung, die keinen ganzen Satz darstellt, endet die Schlussformel mit einem Komma.

#### Vertrauter Umgang

##### Informelle Briefschlussformeln,despedidas informales
- Abrazos. Umarmung
- Un fuerte abrazo. Eine dicke Umarmung
- Un abrazo muy fuerte, Eine ganz kräftige Umarmung
- Un atento saludo..., Einen höflichen Gruß...
- Cariñosos saludos Herzliche Grüße

##### Familiare Schlussbotschaften,despedidas familiares
- Besos. Küsse
- Un beso. Einen Kuss
- Muchos besos. Viele Küsse
- Besos y abrazos Küsse und Umarmungen
- Un abrazo muy fuerte. Eine kräftige Umarmung
- Con un abrazo fuerte. Mit einer starken Umarmung
- ¡Escríbeme pronto de nuevo! Schreibe mir bald erneut!
- ¡Hasta pronto! Bis bald!
- ¡Que vaya bien! Möge es dir gut gehen!
- Saludos muy cordiales,
- Muchos recuerdos a todos. Viele Grüße an alle.
- Saludos afectuosos. Mit besten Grüßen.[11]
- Te recuerda siempre:[12]
- Un abrazo
- Mis mejores deseos
- Te echo de menos
- Afectuosamente Herzlichst
- Con todo mi cariño Mit aller meiner Liebe
- Con todo mi afecto Mit aller meiner Herzlichkeit

#### Formeller Umgang

##### Formelle Schlussformel,despedidas formales
- Atentamente,
- Cordialmente,
- Cordial saludo señor..
- Sinceramente suyo mit freundlichen Grüßen, Ihr
- Saludos cordiales de...,
- ... con los mejores saludos
- ... con gracias anticipadas les saluda atentamente
- ... con un atento saludo
- Les saluda atentamente,
- Atentamente les saluda,
- Con cariño de ...
- Reiteramos nuestros más cordiales saludos... Wir bekräftigen unsere wärmsten Grüße ...
- Aprovechamos este motivo para saludarle muy atentamente... Wir nehmen diese Gelegenheit wahr um sie hochachtungsvoll zu Grüßen ...
- Respetuosamente, Hochachtungsvoll
- Atentamente, Aufmerksam im Sinne von: Mit freundlichen Grüßen
- Un (cordial) saludo
- Se despide atentamente
- Agradeciendo de antemano su atención
- Sin otro particular
- Quedo a la espera de sus noticias.
- Quedo a la espera de tu/su respuesta.

##### Sehr formelle, teilweise antiquierte Briefenden,despedidas formales anticuadas
- Suyo afmo[13] q.b.s.m. (que besa su mano)
- Suyo afmo q.b.s.p. (que besa su pies)
- Soy siempre de Vd. afmo s.s.s. (su seguro servidor) Ich bin immer von Ihnen der zugetane, Ihr bescheidener Diener
- Quedo s.s.s. q.b.s.m. Esteban Gordillo y Sánchez. Ich verbleibe hochachtend der küsst ihre Hände Esteban Gordillo y Sánchez.[14]
- S.s.s. q.b.s.m. Josefina Vázquez y Mota Ihr bescheidener Diener hochachtend der küsst ihre Hände Josefina Vázquez y Mota
- s.s. seguro servidor ihr sicherer Diener
- q.D.g. que Dios guarde den Gott schützen möge
- b.l.m. besa la mano es küsst ihre Hand
- b.l.p. besa los pies es küsst ihre Füße
- c.m.b. cuya mano beso der küsst ihre Hand
- q.e.s.m. que estrecha su mano der Ihnen die Hand reicht
- Criado de Vuestra Excelencia Diener Eurer Exzellenz[15]
- ¡Muy amado Señor tio! (...) humildísimo y obligadísimo servidor y sobrino Q. S. M. B.[16]

– Beispiel:
```
Querido amigo Alvaro:
Tenga Vd. la amabilidad de venir a vernos pasado mañana por la tarde.
(...)
Ruego a Vd. que dé nuestras mas afectuosas expresiones a sus hermanas.
```

```
Su af
ma.
 am 
ga.
 q.e.s.m.

su afectísima amiga que besa su mano

Joselita Gómez y Ortega
```

##### Im Auftrag
Wenn die Abkürzungen P.P. por orden oder auch P.A. por autorización vor einer Unterschrift, firma auftauchen, weist dies darauf hin, dass der Unterzeichner dazu befugt ist, namens eines anderen den textuell wiedergegebenen Sachverhalt zu unterschreiben.

##### Auf elektronischem Weg übertragene Nachrichten
Um E-Mail-Nachrichten senden oder empfangen zu können, müssen die Kommunizierenden über ein E-Mail-Konto, cuenta de correo electrónico verfügen. Dieses Konto ist eine virtuelle Mailbox oder Postfach, buzón virtual die durch eine E-Mail-Adresse, dirección de correo electrónico in der Form etwa „Juana.Nadie@ejemplo.com“ gekennzeichnet ist. Jede Adresse besteht aus einem lokalen Teil (in diesem Fall „Juana.Nadie“), dem Trennzeichen „@“, arroba und einem Teil, der eine Domäne identifiziert (in diesem Fall „example.com“).
Die E-Mails, correos electrónicos realisieren sich über Netzwerkdienste, servicios de red. Häufig eingesetzte formelle Abschlussformeln in E-Mails sind:

Wie eine E-mail funktioniert; Betriebsschema unter Verwendung der Protokolle Simple Mail Transfer Protocol (SMTP) und Post Office Protocol (POP3).

- Atentamente:
- Le saluda cordialmente:
- Respetuosamente:
- Saludos:

## Formelhafte Briefanfänge und -schlüsse

### Briefanfänge
Obgleich Briefanfänge (Präskript vs. Postskript) keine Grußformeln im strengen Sinne sind, tragen auch die Briefanfänge häufig stereotypische Wendungen in sich und gewinnen dadurch den Charakter einer nachfolgenden „Grußformel“.
- Con relación a... Bezugnehmend auf...
- En referencia a... In Bezug (Referenz) auf...
- Le escribimos en referencia a... Ihnen wir schreiben in Bezug auf...
- Le escribo en nombre de... Ich schreibe Ihnen im Namen von...
- Nos dirigimos a usted en referencia a... Wir richten uns an Sie bezugnehmend auf...
- Déle mis saludos a... Geben Sie meine Grüße an...
- Con la mayor brevedad posible nos envía... Senden Sie uns so bald wie möglich...
- Esperando su respuesta... Wartend auf Ihre Antwort...
- Con las muestras más sinceras de consideración y respeto, me despido de usted, atentamente... Mit den aufrichtigsten Beweis der Achtung und Respekt, ich verabschiede mich bei Ihnen, hochachtungsvoll ...
- Me suscribo de usted con consideración y respeto... Ich unterschreibe an Sie mit Achtung und Respekt...

### Schlussformeln
- Le agradecemos de antemano... Vielen Dank im Voraus...
- Dispongan Vds. en cuanto gusten de s.s.s. (su seguro servidor) ... Verfügen Sie wie es Ihnen gefällt über Ihren bescheidenen Diener
- Con el mayor afecto,
- Con mis mejores deseos, se despide atentamente, mit meinen besten Wünschen verabschiedet sich aufmerksam
- Con nuestros mejores deseos, tanto en el terreno personal como en el profesional se despide atentamente,
- Con un cordial saludo,
- En espera de sus gratas noticias, reciba un cordial saludo,
- En espera de su respuesta, les saluda atentamente,
- Les saluda atentamente,
- Muy afectuosamente,
- Muy atentamente,
- Reciba un atento saludo,
- Reciba un cordial saludo,
- Quedando a su entera disposición,
- Saludos afectuosos,
- Sin otro particular, se despide atentamente,
- En atención o en respuesta a su nota, le informo que...
- Me complace informarle que... Ich freue mich, Ihnen mitteilen zu können, dass...
- Agradeceré su apoyo. Ich bedanke mich für Ihre Hilfe. Vielen Dank für Ihre Unterstützung.
- Te deseo un lindo día
- Espero todo se haya entendido
- Gracias por la generosidad de sus respuestas. Danke für die Großzügigkeit Ihrer Antworten.

## Kosenamen
Kosenamen, motes o nombres cariñosos werden meist unter Personen eingesetzt, die in einer engeren Beziehung zueinander stehen (wie Verliebte, Ehepaare oder Eltern, Freunde und Kinder), um damit den Beziehungen einer besonderen Wertschätzung Ausdruck zu verleihen. Sie finden auch als Bestandteile von Grußformeln ihre Verwendung.
- mi amor meine Liebe
- amorcito Liebchen
- mi corazón mein Herz
- cariño Geliebter, Liebling
- tesoro Schatz
- mi cielo mein Himmel

## Bewerbungsschreiben, -anschreiben
Mit einer Bewerbung, solicitud ist zumeist ein textlich verfasstes Angebot eines Arbeitsuchenden an einen Arbeitgeber in der Wirtschaft, öffentlichen Dienst oder zu einer Privatperson zur Begründung eines zukünftigen Arbeits- oder Ausbildungsverhältnisses gemeint, wobei sich in dieser Interaktion die Machtverhältnisse insofern darlegen, da es sich um mehrseitiges (Austausch-)Verhältnis handelt, bei denen der Arbeitgeber die stärkere Ausgangs- oder Verhandlungsposition ausübt (etwa durch die verfügbare Möglichkeit der Einflussnahme durch Belohnung, Bevorzugung oder letztlich der Entlohnung) und das von anderen Seite akzeptiert wird.
In Spanien bestehen Bewerbungen aus zwei Teilen: dem Anschreiben und einem Lebenslauf.

### Bewerbungsanschreiben
Das Anschreiben, carta de candidatura o carta de presentación o carta de solicitud sollte insbesondere Angaben zur Motivation enthalten oder diese deutlich werden lassen und kurzgefasst sein. Es ist unüblich, Arbeits- oder Praktikumszeugnisse beizufügen. Das Beilegen von Referenzen, réferencias und Zeugnisse, certificados sollte nur dann geschehen wenn diese in der Stellenausschreibung explizit gefordert werden oder wenn man als Bewerber vom Arbeitgeber aufgefordert wird, weil man sich etwa in einem weiteren Auswahlverfahren befindet. Also nicht im allgemein üblichen Bewerbungsanschreiben. Bedeutsam können Referenzen sein.
In Spanien sind mehrmalige Bewerbungsgespräche üblich.
Für das Anschreiben gilt also den Text kurz wählen, wichtig ist die Mitteilung der Kenntnisse und Fähigkeiten des Bewerbers sowie seine Motivation zur Bewerbung und sein berufliches Ziel.
Der Angesprochene kann, was häufig der Fall ist, persönlich angesprochen bzw. abgeschrieben werden. Die korrekte Anrede lautet dann beispielsweise so:
- Estimado Sr. Ramón Vázquez Rosas
- Estimada Sra. María Auxiliadora Delgado

Ein Titel wird in der Anrede nicht verwendet.
Ist der Ansprechpartner in namentlich unbekannt, schreibt man:
- Estimados señores y señoras

Briefabschlussformeln oder Grußformel sind in einem spanischen Bewerbungsschreiben obligat.
- Un cordial saludo de wirkt vertraut-familiär
- Les saluda atentamente y espera sus prontas noticias betont die Erwartung und Ungeduld
- Reciba un cordial saludo wirkt neutral

Besteht die Schlussformel aus einem ganzen Satz, wird sie mit Punkt beendet. Besteht sie nur aus einer Formulierung, die keinen ganzen Satz darstellt, endet die Schlussformel mit einem Komma.
Das Bewerbungsanschreiben wird vom Absender handschriftlich unterschrieben. Wichtig ist, dass die Absenderadresse am Ende des Anschreibens, genauer zwischen der Grußformel und der Unterschrift platziert wird.
Man schreibt das Datum immer auf die rechte Seite mit ausreichend Abstand zu der Adresse des Absenders. Ziffern werden nie mit einem Punkt versehen. Schreibt man den Monatsnamen aus, wird er klein geschrieben, kürzt man den Monatsnamen aber ab, wird er groß geschrieben.
So lautet eine korrekte Schreibweise etwa:
- 9 de julio de 2016
- Buenos Aires, 27 de Nov. de 1806

### Lebenslauf
Der Lebenslauf, currículo u hoja de vida oder in handgeschriebener Form, currículo escrito a mano sollte in tabellarischer Form gegliedert sein, und ebenso wie das Anschreiben, knapp gehalten werden.
Der Lebenslauf wird bei einer Bewerbung in Spanien in der Regel chronologisch aufgebaut. Entscheidend ist, dass der Lebenslauf alle folgenden Daten enthält:
Ein spanischer Lebenslauf gliedert sich grob in:
- Persönlichen Daten, Datos personales. Dies sind: Vorname, nombre de pila, Name, apellido Adresse, dirección, Telefonnummer, número de teléfono, E-Mail Adresse, dirección electrónica, Geburtsdatum, fecha de nacimiento, Geburtsort, lugar de nacimiento. Familienstand, estado civil und Anzahl der Kinder.
- Ausweisnummer des Documento Nacional de Identidad electrónico (DNIe) und Steuernummer, Número de identificación fiscal
- Berufsziele, objetivos profesionales
- Bisherige beruflichen Erfahrungen, experienca möglichst genaue Zeitangaben, den Namen der Arbeitsstätten, die ausgeübte Funktionen und der Aufgabenbereich;
- Ausbildung, Vorkenntnisse, estudios o formación
- Praktische Erfahrungen, Tätigkeiten, experiencia laboral
- Sprachkenntnisse, idiomas
- Sonstiges, etwa Computerkenntnisse, conocimientos informáticos

Am Ende des Lebenslaufs stehen das Datum und die Unterschrift.

### Anhang, Anlagen, Postskriptum
Möchte der Verfasser des Briefes, autor de la carta in seinem Schreiben auf beigefügte Anlagen bzw. Anhang, anexos hinweisen, platziert er diese mit einer Leerzeile Abstand zu der maschinenschriftlichen Wiederholung des Namens der unterzeichnenden Person unten links auf dem Briefblatt unter der Rubrik:
- Anexos:
- Anexo № 1: plan detallado de construcción
- Anexo № 2: notas legales

Ein weiterer, als solcher gekennzeichneter Textanhang ist das Postskriptum, la posdata und das Notabene, la nota bene. Während das Postskriptum allgemein einen Anhang an einen Text darstellt, unterscheidet es sich von der Anlage durch einen zumeist ausführlicheren Text bzw. Satz. Der gegenteilige Begriff das Präskript, es steht für eine formelhafte Wendung als Einleitung am Anfang eines Briefes, also vor dem eigentlichen Inhalt.
- P.D. posdata auch P.S. post scriptum

Es wird häufiger in der Privat- als in der Geschäftskorrespondenz verwendet. Sie dient dazu, eine im Brieftext ausgelassene oder vom Briefinhalt losgelöste textuelle Nachricht beizufügen.
- N.B. nota bene

Mit dem Nota bene intendiert der Briefeschreiber, auf einem im Text schon angesprochenen Inhalt nochmals hervorhebend einzugehen.

## Spezielle Briefformen

### Arztbrief
Der Arztbrief, carta médica o carta del médico oder korrekt informe de alta médica auch Epikrise, epicrisis ist ein Transferdokument für die postalische Kommunikation zwischen den behandelnden Ärzten. Der Arztbrief stellt, im Sinne der Erzähltheorie sprachlich eine Form der nicht-literarischen, faktualen Erzählung dar, das bedeutet, der Text muss eine exakte, nachvollziehbare und verifizierte Wiedergabe von Tatsachen abbilden.
Der Arztbrief wird für den einzelnen Behandlungsfall, curso de la enfermedad in der behandelnden Einrichtung erstellt und beginnt mit der Aufnahme, admisión clínica in die Einrichtung und endet mit der Entlassung des Patienten, carta de alta médica aus der klinisch-therapeutischen Einrichtung. Zunächst wird die Identität der behandelten Person wiedergegeben, der aktuellen Konsultationsgrund, motivo de consulta médica erfasst, die wichtigsten Ergebnisse (Untersuchungen, Diagnosen) über einen Patienten zusammengefasst, um dem mit- bzw. weiterbehandelnden Arzt die erfolgten Maßnahmen, den bisherigen Verlauf und das empfohlene weitere Prozedere mitzuteilen. Der Aufbau eines Arztbriefes kann im Sinne eines ‚Trichterprinzips‘, principio del embudo oder aber nach dem ‚Pyramidenprinzip‘, principio de la pirámide erfolgen. Im Gegensatz zur Auflistung von Befunderhebungen etc. stehen im zweiten Fall die wichtigsten Informationen am Anfang und die ausführlich erläuternden Befunde befinden sich im Brief weiter unten. Prägnante Arztbriefe sind insbesondere bei der Datenübermittlung per Internet (E-Mail) wichtig.
Der Arztbrief ist in Spanien gesetzlich geregelt, gemäß „Erklärung SPANIENS gemäß Artikel 9 der Verordnung (EU) Nr. 883/2004 des Europäischen Parlaments und des Rates vom 29. April 2004 zur Koordinierung der Systeme der sozialen Sicherheit“ und zwar in dem „Gesetz Nr. 41/2002 vom 14. November zur Festlegung von Grundregeln der Patientenautonomie sowie von Rechten und Pflichten in Bezug auf medizinische Information und Dokumentation“, Ley 41/2002, de 14 de noviembre, básica reguladora de la autonomía del paciente y de derechos y obligaciones en materia de información y documentación clínica.

### Geschäftsbrief
Wie jeder Brief, aus einer vorgegebenen Situation heraus, mit einer Verschriftlichung der Schreibabsichten (Intentionen) des Verfassers entsteht, sind die Intentionen in den entsprechend speziellen Briefformen zielgerichteter und umgrenzter.
Ein Geschäftsbrief, carta comercial stellt die postalische Kommunikation über eine Wirtschaftstransaktion oder einem Geschäft, transacción financiera her. In dieser schriftliche Kommunikationsform zwischen den Geschäftspartnern, socio de negocios in einer Geschäftsbeziehung, relación de negocios bzw. zwischen Unternehmen und Privatpersonen finden insbesondere Transaktionen sowie rechtliche Inhalte ihren schriftlichen Ausdruck. Hierzu werden auch Wirtschaftsjuristen eingeschaltet, etwa für Handelsverträge, contrato de agencia, contrato de distribución
In einem Geschäftsbrief findet sich der Absender-Briefkopf zumeist oben in der Mitte des Schreibens, so etwa bei vorgedruckten Briefköpfen oder aber er wird links oben auf dem Brief eingefügt.

### Anwaltsbrief
Die Benachrichtigung durch einen Anwalt, notificación de un abogado stellt einen Rechtsakt dar, durch den eine gerichtliche Entscheidung einer betreffenden Person mitgeteilt wird, so dass sie im Gerichtsprozess handlungsbefähigt werden kann und die juristischen Mittel die, das Gesetz zur Verfügung stellt beanspruchen kann.

### Telegrafie, Telegramm

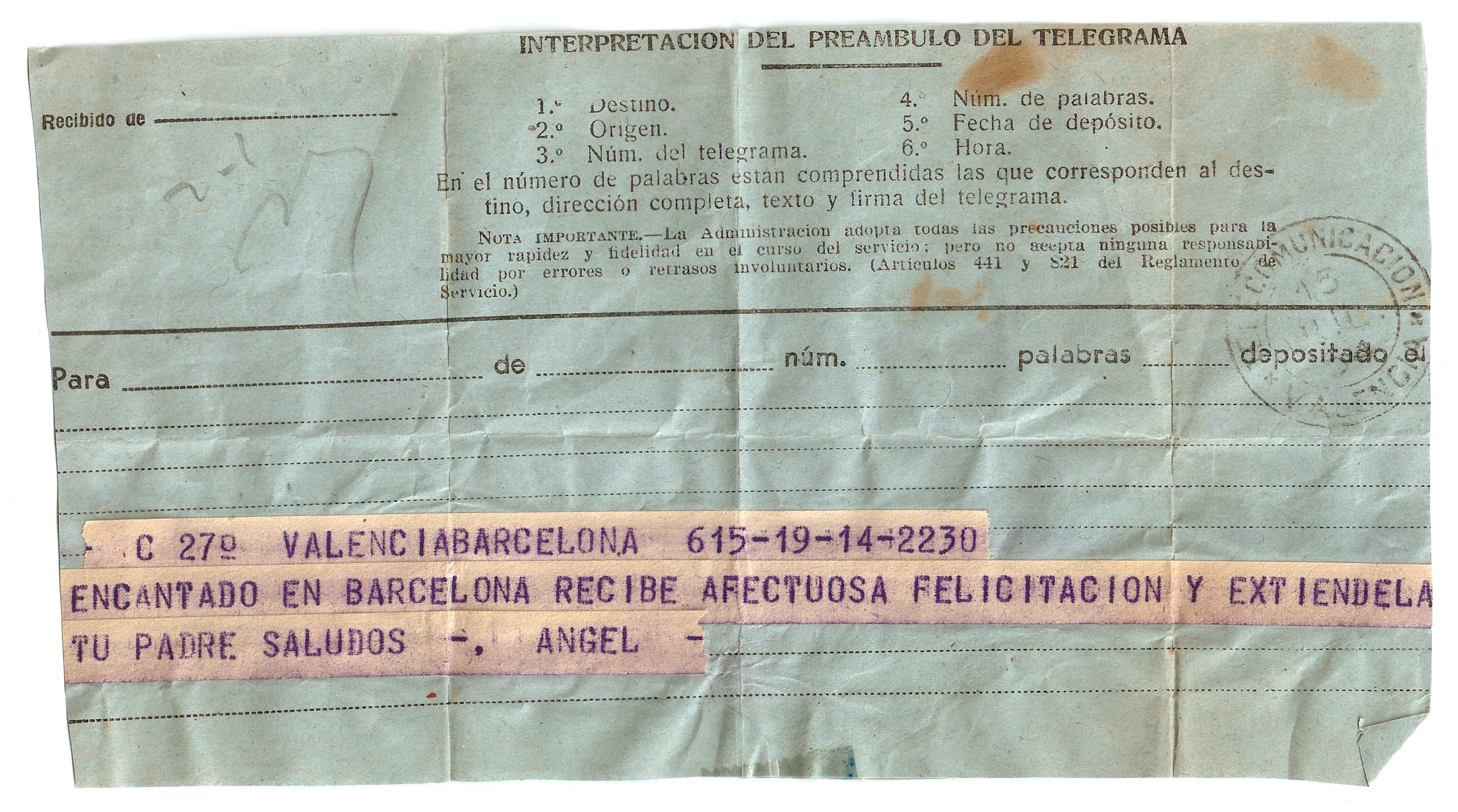
Die Form eines Telegramms, telegrama wie sie Empfänger empfangen wurde, 1954

Ein Telegramm, telegrama ist eine telegrafisch, telegráficamente übermittelte Nachricht, in reduzierter Textform, die vermittels akustischer, optischer oder elektrischer Geräte an einen Empfänger als Ausdruck in Papierform übermittelt wird. Telegramme wurden meist per Fernschreiber übermittelt.